# Mignonnes
Mignonnes  (internationaler englischsprachiger Titel Cuties für „Die Süßen“) ist ein Film von Maïmouna Doucouré, der am 23. Januar 2020 beim Sundance Film Festival seine Premiere feierte und am 19. August 2020 in die französischen Kinos kam. In dem autobiografisch inspirierten Film schließt sich die aus Senegal stammende 11-jährige Amy in Paris einer Gruppe hypersexualisierter Mädchen an und bereitet sich mit ihnen auf einen Tanzwettbewerb vor. Hierbei gerät sie in einen Konflikt zwischen den beiden Kulturen.

## Handlung
Die elfjährige Amy Diop ist gerade mit ihrer Mutter Mariam, ihrem jüngeren Bruder Ismaël und einem weiteren kleinen Bruder aus dem Senegal nach Paris gezogen. Wann der Vater nachkommt, weiß Amy nicht, und ihre Mutter gibt ihr nur vage Antworten, wenn sie nach ihm fragt.
An ihrer neuen Schule wird sie schnell auf eine Gruppe anderer elfjähriger Mädchen aufmerksam, die meist in kurzen Röcken und mit bauchfreien Tops umherstolzieren und sich Cuties nennen. Auf der Mädchentoilette reden sie über Sex und schauen sich Pornos an, doch eigentlich wissen sie nur sehr wenig darüber. Die Mädchen Angelica, Coumba, Jess und Yasmine tanzen gerne und bereiten sich auf die Teilnahme an einem Tanzwettbewerb vor. Ihr Lebensentwurf scheint sich in einem völligen Widerspruch zu den Lehren zu befinden, von denen Amy in den muslimischen Gebetstreffen hört, die sie gemeinsam mit ihrer Mutter regelmäßig besucht und bei denen Frauen angehalten werden, sittsam zu sein und ihren Ehemännern zu gehorchen. Durch ein Telefonat bekommt Amy mit, dass sich ihr Vater eine zweite Ehefrau nehmen will. Diese soll auch in die gemeinsame Wohnung nach Paris ziehen und mit Amys Vater in dem verschwenderisch eingerichteten Hauptschlafzimmer unterkommen, das ihre Mutter unter Verschluss hält. Auch wenn Mariam es als ein Versagen ansieht, dass sie ihrem Ehemann nicht genügt, wird sie von ihrer Tante unter Druck gesetzt und willigt ein, die Hochzeit auszurichten. Der Vater schickt festliche Kleidung aus dem Senegal als Geschenk.
Im Appartement über ihnen wohnt die temperamentvolle Angelica. Amy trifft sie des Öfteren im Wäscheraum, wo sie sie unbemerkt beim Tanzen beobachtet. Heimlich sieht sie sich auf einem Smartphone, das sie ihrem Cousin gestohlen hat, Videos von den Cuties und anderen Gruppen an, um deren Choreographie und Bewegungen zu lernen. Sie beginnt Angelica nachzueifern und postet Fotos von sich. Amy und Angelica freunden sich an und erzählen einander ihre Sorgen und Wünsche. Bald schon wird Amy von den anderen Mädchen in die Gruppe aufgenommen und verbringt immer mehr Zeit mit ihren neuen Freundinnen. Als Yasmine nach einem Streit wegen eines Jungen aus der Gruppe geworfen wird, nimmt Amy ihren Platz ein und kann den Cuties sogar noch ein paar neue Moves beibringen. Amy geht bald selbst in kurzer Kleidung und bauchfrei zur Schule. Schnell lässt sie sich auch auf eine Prügelei mit einem anderen Mädchen ein, die ihre Mitschüler mitfilmen. Dabei wird ihre Unterwäsche sichtbar und die Tanzgruppe als Kinder abgetan. Amys Mutter muss feststellen, dass Amy mit ihren Freundinnen eine Shoppingtour unternommen und ihr deswegen Geld gestohlen hat. Sie bricht zusammen. Als die Hochzeit ihres Vaters bevorsteht, muss Amy wie die anderen Frauen in der Küche bei den Vorbereitungen helfen. Daher kommt sie zu spät zum Vortanzen der Gruppe und schaut nur von einem Fenster aus zu. Zuhause erwartet sie die Tante und bemerkt, dass sie ihre erste Monatsblutung bekommen hat. Die Tante zeigt ihr wie sie als Frau damit umgehen kann. In der Schule sprechen sich die Mädchen aus und Amy darf weiterhin mitmachen. Bei einem Abstecher zum Lasertag treffen die Mädchen auf zwei Wächter. Als sie erfahren, dass sie das Vortanzen erfolgreich bestanden haben, tanzen sie für die Wächter um ungeschoren rausgelassen zu werden. Einer der Wächter schaut ihnen dabei angetan zu.
Als ihr Cousin sieht, dass Amy sein Smartphone gestohlen hat, zieht sie sich vor ihm aus, damit sie es behalten kann. Der Cousin reagiert wütend und beschämt. Bevor sie ihm das Handy zurückgibt, fotografiert Amy schnell noch ihre Vulva und postet das Foto. Ihre Freundinnen finden das Bild zu gewagt und schließen Amy aus. Nachdem sie sich den Mund abwischend aus der Jungentoilette kommt, nehmen sie Yasmine wieder in die Gruppe auf. Angelica versucht dennoch, Amys Freundin zu bleiben. Amy verschreckt sie jedoch, indem sie sich an ihr festklammert.
Bei Amy zuhause laufen die Vorbereitungen auf die Ankunft des Vaters und seiner zweiten Frau aus dem Senegal auf Hochtouren. Die Hochzeit soll am gleichen Tag stattfinden wie das finale Tanzen. Amy reißt von zuhause aus, schubst unterwegs kurzerhand Yasmine ins Wasser und nimmt ihren Platz in der Gruppe ein. Während die Männer im Publikum von der frivolen Einlage der Mädchen angetan sind, herrscht unter den Frauen Empörung. Plötzlich jedoch stürmt Amy weinend von der Bühne und läuft nach Hause. Ihre Mutter nimmt sie gegenüber ihrer Tante in Schutz und erklärt ihr, sie müsse nicht zur Hochzeit kommen, wenn sie nicht will. Amy lässt daraufhin das feierliche Kleid und das Tanzoutfit unbeachtet liegen und spielt in normaler, altersgerechter Kleidung mit den anderen Kindern im Hof.

## Produktion
Regie führte die Franco-Senegalesin Maïmouna Doucouré, die auch das Drehbuch schrieb. Es handelt sich um Doucourés Debütspielfilm. Doucouré studierte Biologie, bevor sie ihren vielfach prämierten Kurzfilm Maman(s) realisierte. 2019 erhielt sie die Academy Gold Fellowship for Women der Academy of Motion Picture Arts and Sciences. Die Hauptfigur im Film ist ein Alter Ego der Regisseurin, die sich ebenfalls zwischen zwei Kulturen bewegte.
Die erste Vorstellung des Films erfolgte am 23. Januar 2020 beim Sundance Film Festival. Im Vorfeld des Festivals sicherte sich Netflix die Rechte am Film. Im Rahmen der Internationalen Filmfestspiele Berlin wurde der Film ab 22. Februar 2020 in der Sektion Generation Kplus gezeigt. In Frankreich lief er am 19. August 2020 in den Kinos an. Seit dem 9. September 2020 ist der Film bei Netflix verfügbar.

## Rezeption

### Kritiken
Der Film wurde bislang in 86 Prozent aller bei Rotten Tomatoes erfassten Kritiken positiv bewertet und erhielt hierbei eine durchschnittliche Bewertung von 7 der möglichen 10 Punkten.
Nachdem Mignonnes beim Sundance Festival gezeigt wurde, erhielt er weitgehend wohlwollende Kritiken. So bezeichnete The Hollywood Reporter den Film als „fesselnd, aber strukturell wacklig“. Screen Daily stellte fest, dass der Anblick twerkender vorpubertierender Mädchen gezielt eingesetzt werde, um die Zuschauer mit einer sie übermäßig sexualisierenden Kultur zu konfrontieren. Le Monde hebt hervor, dass die Filmemacherin eine Bewertung der ausgesprochen sexuellen Ausrichtung des Tanzes vermeide. Auch zeige sie während des Auftritts der „Mignonnes“ ausschließlich die Gesichter der Zuschauenden, auf denen sich eine Vielzahl von Reaktionen ablesen lasse.
Teresa Vena vom Online-Filmmagazin Cineuropa schreibt, Maïmouna Doucourés facettenreicher Coming-of-Age-Film zeige, welches Selbstbild junge Mädchen in unserer Gesellschaft haben, wie ihr ästhetischer Sinn durch soziale Medien, Werbung und alltägliche Pornografie geprägt ist, und wie sie sich durch Kleidung, Make-up und derbe Sprache ausdrücken. Dies werde von der Unterhaltungsindustrie, die tendenziell alles auf Stereotypen reduziere, propagiert. Doucouré stelle im Film ein auf falsche Weise progressives Frauenbild einer falsch konservativen Vision gegenüber. Sie vermeide auf intelligente Weise eine Dämonisierung und einfache Lösungen und formuliere stattdessen ein Plädoyer für gegenseitiges Verständnis. Trotz der Schwere des Themas gelinge es dem Film, Ruhe und kindliche Leichtigkeit zu bewahren. Warme und gesättigte Farben verliehen dem straff geschnittenen Film einen Hauch von Magie. Fathia Youssouf in der Hauptrolle finde das perfekte Gleichgewicht zwischen Zartheit und Kraft, und ihr Charisma sei die größte Stärke des Films.

### Reaktionen
Im August 2020 geriet der Streaminganbieter Netflix in die Kritik, nachdem er einen eigenen Trailer und ein Plakat zu dem Film veröffentlicht hatte. Darin werden die minderjährigen Darstellerinnen in sexualisierten Posen gezeigt. Das Werbematerial steht damit im Widerspruch zum französischen Original-Filmplakat, auf dem die Mädchen in einem neutralen Kontext dargestellt werden. Im darauf folgenden Shitstorm wurde gefordert, den Film aus dem Netflix-Programm zu nehmen. Außerdem wurde Mignonnes auf verschiedenen Internet-Plattformen im Zuge eines sog. Review Bombing massiv schlecht bewertet. Daraufhin zog Netflix das ursprüngliche Werbefoto zurück und entschuldigte sich für die Bebilderung, die den Film so nicht angemessen dargestellt habe. Bilder und Beschreibung seien nun verändert worden. Im Oktober 2020 wurde Netflix von einer Grand Jury in Texas wegen Kinderpornografie angeklagt.
Im Zuge des Shitstorms meldeten sich mehrere Personen zu Wort, die den Film gegen die Kritik verteidigten. So äußerte sich Tessa Thompson auf ihrem Twitter-Account, dass Mignonnes sie bei der Sundance-Premiere tief bewegt habe und wunderschön sei. Obgleich sie die aktuelle Diskussion verstehen könne, bilde sie nicht den von ihr angesehenen Film ab, weswegen sie sich auch vom Marketing enttäuscht zeige, da dieses für die Kritik verantwortlich sei. Kate Erbland, die den Film für IndieWire positiv bewertet hatte, nannte das Plakat sehr schlecht, da es die heimtückische Hypersexualisierung junger Mädchen, um die es im Film gehe, positiv bewerbe. Im Gegensatz dazu sei der Film aber gut und nicht ekelerregend.
Laut Joanna Williams von The Spectator biete Mignonnes einen seltenen Einblick in die Realität der Arbeiterklasse und ethnisch diverse Jugend einiger Mädchen. Dies sei aber etwas, was vielen lieber verborgen bliebe und der glorreichen Einfachheit und wunderschönen Unschuld einer in einem Kleiderkatalog präsentierten Kindheit weichen müsse. In Mignonnes bezweckten die Mädchen durch ihre sexuell provokanten Kleider und Tänze sowohl Aufmerksamkeit der Erwachsenen als auch Flucht vor Langeweile, würden letztlich damit aber vor allem glücklich. Regisseurin Doucouré stelle in ihrem Film komplexe Fragen über die gesellschaftliche Sexualisierung junger Mädchen, die Reaktionen ihres Umfelds und die Rolle des sozialen Status der Betroffenen. Jedoch seien viele nicht gewillt, sich mit dieser Komplexität auseinanderzusetzen, da es einfacher sei, den Boten zu verurteilen, die Augen zu schließen und sich die Finger in die Ohren zu stecken, als in Mehrdeutigkeiten zu verweilen. Die Reaktion auf das Netflix-Marketing zeige, dass das Phänomen der Cancel Culture nicht nur der sozialen Linken vorbehalten sei.
In einem Essay auf der Film-Webseite In Their Own League schrieb Caz Armstrong, dass der Film die Sexualisierung der Protagonistinnen auf eine Art und Weise behandle, die zwar für die Zuschauer sehr unangenehm sei und zuweilen auch über das Ziel hinaus schieße. Allerdings werde dies in der Handlung nicht zelebriert oder beworben, auch sei die Sexualisierung zwar ein Schlüsselthema, allerdings mitnichten der einzige wichtige Teil des komplexen Films. Das Netflix-Marketing hebe so den kontroversesten Aspekt des Films auf eine unangebrachte Art und Weise hervor, indem es ihn in abstoßende Proportionen erweitere. Der Streaming-Dienst betreibe genau das, was Docouré in ihrem Film analysiere, nämlich die sexuelle Ausbeutung junger Mädchen, allerdings nicht, um intelligente Diskussionen zum Thema zu starten, sondern als Clickbaiting. Mignonnes wandere auf einem schmalen Grat, was nicht immer gelinge, allerdings habe der Film ein unglaublich nobles Ziel, dem er sich mit sachter Beobachtung und Nuance nähere. Netflix habe Doucouré für Klicks verraten und den Diskurs über die Kindheit junger Mädchen sabotiert.

### Auszeichnungen
Im Folgenden eine Auswahl von Nominierungen und Auszeichnungen.
César 2021
- Auszeichnung als Beste Nachwuchsdarstellerin (Fathia Youssouf)

Gotham Awards 2021
- Nominierung als Bester internationaler Spielfilm[19]

Internationale Filmfestspiele Berlin 2020
- Nominierung als Bester Film in der Sektion Generation Kplus

Prix Lumières 2021
- Nominierung als Bester Erstlingsfilm (Maïmouna Doucouré)
- Nominierung als Beste Nachwuchsdarstellerin (Fathia Youssouf)[20]

Sundance Film Festival 2020
- Auszeichnung Directing Award: World Cinema Dramatic für Regisseurin Maïmouna Doucouré[21]

Mignonnes stand auf der Shortlist als Frankreichs Beitrag für die Oscarverleihung 2021 in der Kategorie Bester Internationaler Film eingereicht zu werden. Der Film gelangte auch in die Vorauswahl für die Golden Globe Awards 2021 (Bester fremdsprachiger Film).

## Synchronisation
Die deutsche Synchronisation entstand nach einem Dialogbuch von Mario von Jascheroff und der Dialogregie von Constantin von Jascheroff im Auftrag der Christa Kistner Synchronproduktion GmbH, Berlin.
| Darsteller                | Synchronsprecher     | Rolle               |
| ------------------------- | -------------------- | ------------------- |
| Fathia Youssouf Abdillahi | Zalina Sanchez Decke | Amisanta 'Amy' Diop |
| Maïmouna Gueye            | Annabelle Mandeng    | Mariam Diop         |
| Médina El Aidi-Azouni     | Emilia Raschewski    | Angelica            |
| Esther Gohourou           | Clara Drews          | Coumba              |
| Ilanah Cami-Goursolas     | Marlene Schick       | Jessica             |
| Myriam Hamma              | Celina Gaschina      | Yasmine             |
| Demba Diaw                | Matti Pillmann       | Ismael Diop         |